# Боджин, Абба
Абба Боджин (англ. Abba Bogin; 24 ноября 1925, Нью-Йорк — 25 августа 2011, Нью-Йорк) — американский пианист и дирижёр.
Сын Морриса Богина и еврейской поэтессы Анны Пинсон — сестры К. Пинсона. Окончил Кёртисовский институт, ученик Изабеллы Венгеровой. Занимался также камерным ансамблем под руководством Уильяма Примроуза и Григория Пятигорского, композицией под руководством Сэмюэла Барбера и Джанкарло Менотти; сам Боджин отмечал также большое влияние Марселя Табюто. В 1947 г. стал одним из лауреатов Наумбурговского конкурса молодых исполнителей, в том же году дебютировал в Нью-Йорке как концертный пианист.
На протяжении жизни концертировал как солист в США, Канаде, Мексике, Европе, на Дальнем Востоке. Записал вместе с Яношем Штаркером сонаты для виолончели и фортепиано Людвига ван Бетховена и Иоганнеса Брамса, вместе со своей второй женой Масако Янагита — все сочинения для скрипки или альта и фортепиано Франца Шуберта.
Во второй половине жизни в значительной степени посвятил себя дирижированию, выступал с разными американскими оркестрами, оперными труппами, а также на Бродвее. В 1960 г. был номинирован на премию «Тони» как дирижёр и музыкальный руководитель мюзикла Фрэнка Лессера «Гринуиллоу», поставленного в театре «Элвин».